# ルリドラゴン
『ルリドラゴン』は、眞藤雅興による日本の漫画。『週刊少年ジャンプ』（集英社）において、2022年28号から連載中。人間とドラゴンの混血の女子高生を主人公とするファンタジー漫画・日常系漫画である。
眞藤は2016年に「Twin Peach」が第109回JUMPトレジャー新人漫画賞佳作となったのち、読切「除冷師 煉太郎の約束」や読切「COUNT OVER」が『週刊少年ジャンプ』に掲載されているが、連載は本作が初となる。2025年3月時点でコミックスの累計発行部数は85万部を突破している。

## 沿革
2020年12月28日発売の『少年ジャンプGIGA』2021WINTERに読切版が掲載されたのち、2022年6月13日発売の『週刊少年ジャンプ』2022年28号にて連載が開始された。連載開始に先立って読切版をもとにしたボイスコミックが、単行本第1巻発売に先立って連載版第1〜3話をもとにしたボイスコミックが、それぞれ『週刊少年ジャンプ』の公式YouTubeチャンネルで公開されている。2022年7月25日、公式Twitterアカウントが開設され、併せてLINEスタンプの販売が開始された。
2022年8月1日、眞藤の体調不良のため『週刊少年ジャンプ』2022年35号より無期限休載することを発表した。『週刊少年ジャンプ』編集部は「一定期間休養し、万全な状態で連載が続けられるように、回復を図っていく方が良いと判断いたしました」と無期限休載の理由を説明し、再開時期は誌面上で発表すると述べた。
2023年2月2日、日本出版販売が発表した「全国書店員が選んだおすすめコミック2023」において第1位を獲得した。同年12月に発売された『このマンガがすごい!2024』（宝島社）ではオトコ編の第9位にランクインしている。
2024年2月21日、公式X（旧Twitter）にて連載再開を発表した。『週刊少年ジャンプ』本誌で2024年14号から18号まで掲載した後、同年4月22日より同デジタル版および『少年ジャンプ+』で隔週掲載中。同年8月28日に発表された「次にくるマンガ大賞 2024」Webマンガ部門では2位を獲得した。

## あらすじ
地元の学校に通う高校1年生の青木瑠璃（ルリ）は、ある朝起きると自分の頭にツノが生えていることに気付き、相談した母親の青木海から自分の父親がドラゴンで、自分が人間とドラゴンの混血であることを淡々と明かされる。ルリは戸惑いながらも学校に行くが、授業中にくしゃみの拍子で火を吐き卒倒、保健室に運ばれてしまう。その後、通学への拒否感と不安で引きこもるルリであったが、周囲の親族や萩原裕香（ユカ）・神代らクラスメイト達の理解もあり、再び学校に通うようになる。しかし、これまで通りの生活を続けようとするルリをよそに、突然身体から放電し、次に体全体が燃えるなどルリにドラゴンの体質が徐々に発現。次第にルリの体にある人間とドラゴンの体質が混在化していき、ルリはドラゴンとしての自分を制御できなくなっていく。

### 読切版
保健室に運ばれるまでのあらすじは連載版とほぼ同じ。その後、学校を休んで山奥の神社に住む父親に会いに行くという内容である。

## 登場人物
声は特記のない限り連載版ボイスコミックにおける声優。

### 青木家
青木 瑠璃（あおき るり）
声 - 小見川千明
通称「ルリ」。人間とドラゴンの混血の女子高生。
最初に火を吐いた際には、喉を火傷して吐血してしまうが、ドラゴンの遺伝の影響で早々に復調、吐血せずに火を吐けるようになる。部活は入っていない。猫舌。頭痛持ち。小食。
人との交流が苦手な性格。人の目をよく気にしており、スタバに行くのにも躊躇するほど。
角だけでなく火を吹いたことで通学への拒否感と不安で一時は引きこもるが、親族やクラスメイト達の理解を得てその悩みはある程度解消された。
どれだけ自分がドラゴンになっても学校には通い続けるという意思を示す。
毎日練習することで、火は自由に吐けるようになった。
竜の遺伝は角・火・放電。
12月28日生まれの15歳、血液型O型、身長154センチメートル（ツノ除く）。寝相が悪く朝起きると布団の上下と裏表が逆になっていることが悩み。
青木 海（あおき うみ）
声 - 赤星真衣子（読切版ボイスコミック）/名塚佳織
仕事を務めながら育児をこなすルリの母親。大阪出身。ルリにツノが生えた際には、飄々とあしらったものの内心焦っていた。
急ぎルリの父親の住む山奥に向かい事態の究明に腐心する。
また、ルリが通学に悩んだ際には、クラスメイト達に接触することで軋轢が生まれないよう尽力した。
読切版では、ツノの生えたルリを放置して通勤する、ルリが保健室に運ばれても迎えに来ないなど、連載版に輪をかけて放任的な言動が目立つ。
ルリの父親
声 - 藤倉光
山奥に住むドラゴンでルリの父親。一人称は儂。連載版では海による回想シーンのみの登場（第1巻時点）。ルリにドラゴンの遺伝が表れたという話を海から聞き、俺の子だと喜んでいた。
ルリが火で喉を焼いたため吐血したことについて、身体がまだ完全にドラゴンではないためであり、今後発現するであろう新たな遺伝を含め、必ず身体が適応していくはずだとの助言を海に託す。
読切版では、会いに来たルリに人間とドラゴンの子供の作り方を問いただされ、まるで人間の父親のように慌てふためくという一面を見せる。また、翼を使って空を飛ぶことができ、ルリを背中に乗せて空を飛ぶことが夢だったと語る。

### 学校の関係者
萩原 裕香（はぎはら ゆか）
声 - 春木めぐみ（読切版ボイスコミック）/立石みこ
通称「ユカ」。ルリの友人の女子生徒。人との交流が苦手なルリに対して、もっと人と話したほうがいいと友人作りを後押しする。
異性にツノを触らせまくるといったルリの見境ない行動を注意するなど、学校におけるルリの保護者的な役割を担う。
SNSでのアカウント名は名前をもじって、「床（ゆか）」。
10月21日生まれの15歳、血液型A型、身長152センチメートル。通学路にある自動販売機からドクターペッパーがなくなったことが悩み。
神代 藍莉（かしろ あいり）
声 - 青木真琳
ルリの右隣の席に座る女子生徒。黒髪を一部染色したツートンカラーのヘアスタイル。ルリは神代に対して苦手意識を持っていた。
藍莉もルリに対して苦手なものを感じていたが、苦手ではあるが嫌いではなく、仲良くできるならそうしたいと明かした。
ルリの友人となる。成績優秀で、学校を休んでいたことで勉学に遅れが出ていたルリをサポートする。
8月6日生まれの15歳、血液型A型、身長159センチメートル。
吉岡（よしおか）
声 - 橋本愛仁
ルリの前の席に座る男子生徒。席が近いこともあり以前からルリによく話しかけていたが、ルリは異性が苦手だったため特に仲が良いわけではない。
ルリが最初に火を吐いた際には、後頭部に直撃を受けるが幸い火傷もせず、髪を短く整える程度で済んだためルリの謝罪を受け入れる。
宮下 佳奈（みやした かな）
声 - 赤星真衣子
神代の友人の女子生徒。神代とともにルリの勉学をサポートする。
5月11日生まれの16歳、血液型A型、身長161センチメートル。
三倉 明日香（みくら あすか）
神代の友人の女子生徒。神代とともにルリの勉学をサポートする。
愛称は「ミクち」。
3月19日生まれの15歳、血液型B型、身長156センチメートル。
前田 赤里（まえだ あかり）
神代の友人の女子生徒。ルリのことを怖がり距離を取る。
7月1日生まれの15歳、血液型AB型、身長165センチメートル。
岳本（たけもと）
声 - 野澤晃太郎（読切版ボイスコミック）/猪股慧士
1年3組の担任を務める男性教師であり、体育委員の顧問。ルリからはやる気のない人物と評されていたが、実は諸事情を入学前に海から知らされており、ルリが再び学校に通うようになった際には、普通とは違う特性を持つ人間が現れるのは社会ではよくあることだとクラスメイト達に語る。

## 反響・評価
連載開始に先立って公開された読切版ボイスコミックは、連載開始までに累計200万回再生、単行本第1巻発売までに累計370万回再生を突破するなどの反響があり、『週刊少年ジャンプ』の公式YouTubeチャンネルで最も視聴されたボイスコミックとなっている。
眞藤は以前の作品ではバトル描写などが評価されていたが、本作では打って変わり、『週刊少年ジャンプ』の連載作品としては珍しい、落ち着いた「ゆるい」作風が注目されている。Multiversity Comicsのブライアン・サルヴァトーレは、ありふれた高校や朝の描写と奇妙で不思議な出来事が見事に両立しており、不条理でありながら不条理すぎない微妙な塩梅が面白さを引き出していると評している。また、スクリーン・ラントのマイケル・グリーンは、日常系や青春ものの漫画が数多くある中、本作は主人公を人間とドラゴンの混血にしたことでこれらのジャンルの枠を飛び越え、異性を好きになったり自分の容姿を気にしたりといった、10代の女の子の平凡な側面さえも新鮮な体験として描くことに成功していると評した。その一方で、スクリーン・ラントのスティーヴン・ブラックバーンは、同様にドラゴンの女子高生を題材としていた『僕より目立つな竜学生』（杠憲太）と本作を比較し、主人公の存在を友人達がいかに気軽に受け入れるかに焦点を当てるあまり、コメディに頼り過ぎで人間関係の掘り下げに欠けると評している。
主人公の存在を周囲の人々が受け入れていく展開を、社会における多様性の受容になぞらえた評もある。「全国書店員が選んだおすすめコミック2023」において第1位を獲得した際には、投票した書店員から「多様性をするりと受け入れる暖かな物語。分かりあえなくとも、互いに理解し続ける描写が胸を打つ、新たな日常マンガのスタンダードです」「主人公の悩みを登場人物の優しさが包む、ゆるく優しい日常系漫画」という声が寄せられている。

## 書誌情報
- 眞藤雅興 『ルリドラゴン』 集英社〈ジャンプ コミックス〉、既刊3巻（2025年3月4日現在）
  1. 「ドラゴンなんだって」 2022年10月4日発売[58]、ISBN 978-4-08-883285-2
  2. 「仲良い必要ないんだよ」 2024年9月4日発売[59]、ISBN 978-4-08-884164-9
  3. 「キモいね」 2025年3月4日発売[60]、ISBN 978-4-08-884415-2